# Ammannia striatiflora
Ammannia striatiflora är en fackelblomsväxtart som först beskrevs av Hewson, och fick sitt nu gällande namn av S.A.Graham och Gandhi. Ammannia striatiflora ingår i släktet Ammannia och familjen fackelblomsväxter. Inga underarter finns listade i Catalogue of Life.